# Soriso
Soriso (piemontiul: Soris) település Olaszországban, Piemont régióban, Novara megyében. Lakosainak száma 723 fő (2023. január 1.). Soriso Gargallo, Gozzano, Pogno és Valduggia községekkel határos.

## Népesség
A település lakossága az elmúlt években az alábbi módon változott:
| Lakosok száma | 756  | 755  | 723  |
|               | 2017 | 2018 | 2023 |